# 1981 SQ2
1981 SQ2 är en asteroid i huvudbältet som upptäcktes den 20 september 1981 av den belgiske astronomen Henri Debehogne vid La Silla-observatoriet.
Asteroiden har en diameter på ungefär 4 kilometer och den tillhör asteroidgruppen Flora.